# Háje
Háje este o arie protejată (arie specială de conservare — SAC, sit de importanță comunitară — SCI) din Republica Cehă întinsă pe o suprafață de 1,58 ha, integral pe uscat.

## Localizare
Centrul sitului Háje este situat la coordonatele 49°06′34″N 13°46′40″E / 49.109444°N 13.777778°E.

## Înființare
Situl Háje a fost declarat sit de importanță comunitară în aprilie 2005 pentru a proteja 1 specie de plante. Situl a fost protejat și ca arie specială de conservare în iulie 2012.

## Biodiversitate
Situată în ecoregiunea continentală, aria protejată nu include niciun habitat protejat.
La baza desemnării sitului se află o specie protejată de  plante: Gentianella bohemica.